# Adrara San Martino
Adrara San Martino é uma comuna italiana da região da Lombardia, província de Bérgamo, com cerca de 1.908 habitantes. Estende-se por uma área de 12,53 km², tendo uma densidade populacional de 152 hab/km². Faz fronteira com Adrara San Rocco, Berzo San Fermo, Foresto Sparso, Grone, Monasterolo del Castello, Sarnico, Viadanica, Vigolo, Villongo.

## Demografia
| Variação demográfica do município entre 1861 e 2011                               |
|                                                                                   |
| Fonte: Istituto Nazionale di Statistica (ISTAT) - Elaboração gráfica da Wikipedia |